# Olivier Bianchi
Pour les articles homonymes, voir Bianchi.
Olivier Bianchi (/ɔ.li.vje bjɑ̃.ki/), né le 10 juin 1970 à Paris 11e, est un homme politique français. Membre du Parti socialiste, il est maire de Clermont-Ferrand depuis le 4 avril 2014 et président de Clermont Auvergne Métropole depuis le 22 avril 2014.

## Biographie

### Enfance et formation
Olivier Bianchi naît le 10 juin 1970 dans le 11e arrondissement de Paris d'un père agent SNCF et d'une mère puéricultrice. Il déménage beaucoup de par la profession de son père et vit dans différentes villes (Mende, Marvejols, Sens, Langeac, Le Puy, Aurillac…) avant de s'installer à Clermont-Ferrand en 1988 pour ses études de droit. 
Il obtient une maîtrise de droit public et un DEA de sciences politiques. Il enseigne en tant que chargé de TD à l'université d'Auvergne pendant dix ans.

### Carrière politique
En 1989, il est président Auvergne du Club Forum (club rassemblant les jeunes proches de Michel Rocard, Premier ministre de l'époque).
Il participe aux manifestations contre le contrat d'insertion professionnelle ; il est alors le président de l'Assemblée générale des étudiants de Clermont-UNEF-ID entre 1993 et 1994 à Clermont-Ferrand.
Entre 1995 et 2001, il est conseiller municipal de Clermont-Ferrand délégué à la jeunesse.
En 2008, il est élu vice-président de Clermont Communauté et prend part au développement culturel de l'agglomération clermontoise. 
Il est président de la commission culture de l'AdCF (Assemblée des communautés de France) qu'il représente au Conseil des collectivités territoriales pour le développement culturel (CCTDC) auprès du ministre de la Culture.
En mars 2008, il figure en 23e position sur la liste de Serge Godard, candidat PS à la mairie de Clermont-Ferrand. Après la victoire de ce dernier, il devient adjoint au maire chargé de la politique culturelle.
Pour préparer l'élection municipale de 2014, une primaire est organisée au sein du PS, remportée par Olivier Bianchi. Il mène donc en mars 2014 la liste de gauche lors de l'élection municipale ; celle-ci obtient 31 % des suffrages exprimés au premier tour, ce qui le contraint à une fusion avec la liste Front de gauche (11,5 %) pour l'emporter au second tour. La liste fusionnée remporte l'élection avec 47,82 %, en triangulaire face aux listes UMP et FN. Olivier Bianchi est élu maire le 4 avril suivant, succédant à Serge Godard.
Il est élu président de Clermont Communauté, la communauté d'agglomération de Clermont-Ferrand, le 22 avril 2014.
Il est trésorier de la Fédération nationale des agences d'urbanisme (FNAU) depuis 2014.
Il est co-président de la commission culture de l'Association des maires de grandes villes de France (AMGVF) de 2014 à 2015 et depuis 2015 de la commission culture de France urbaine. Il siège à ce titre au Conseil des collectivités territoriales pour le développement culturel (CCTDC), instance de dialogue et de concertation entre le ministère de la Culture et de la Communication et les collectivités territoriales. Il lance en 2015 les États généraux de la culture pour refonder le schéma de développement culturel avec la volonté de permettre à Clermont-Ferrand de devenir en 2028 la Capitale européenne de la culture.
Le 17 décembre 2015, il annonce une hausse de la part municipale dans les impôts locaux et fonciers de 9 % pour 2016, promettant de ne plus augmenter les impôts pendant le reste de son mandat,.
Le 26 novembre 2019, Olivier Bianchi lance officiellement la campagne de la liste d'union de la gauche qu'il mène pour les élections municipales du 15 mars et du 28 juin 2020. Il réunit une liste d'union de la gauche regroupant de nombreux partis et mouvances de gauche et écologistes. Elle comprend le Parti socialiste, Europe Écologie Les Verts, Génération.s, le Parti communiste, etc.
Le 28 juin 2020, à la suite du second tour des élections municipales, Olivier Bianchi est réélu avec 48,41 % des voix face à Jean-Pierre Brenas (LR, 36,50 %) et Marianne Maximi (FI, 15,08 %).
En septembre 2022, Olivier Bianchi annonce son intention de candidater à l'élection municipale prévue pour 2026.
En septembre 2023, Olivier Bianchi annonce le début de la réorganisation du réseau de bus sous le nom de projet « Inspire ». Il conduit également un projet municipal de réseau de chaleur urbain, et poursuit la réalisation du projet métropolitain de pistes cyclables, visant ainsi à moderniser le tissu urbain clermontois vieillissant, en le préparant notamment aux enjeux climatiques du XXIe siècle. Ces chantiers entraînent de nombreux embouteillages à Clermont-Ferrand et des critiques d'habitants,,.

## Synthèse des résultats électoraux

### Élections municipales
Les résultats ci-dessous concernent uniquement les élections où il est tête de liste.
| Année | Liste                     | Liste           | Commune          | 1er tour | 1er tour | 1er tour | 2d tour | 2d tour | 2d tour | Sièges obtenus |
| Année | Liste                     | Liste           | Commune          | Voix     | %        | Rang     | Voix    | %       | Rang    | Sièges obtenus |
| ----- | ------------------------- | --------------- | ---------------- | -------- | -------- | -------- | ------- | ------- | ------- | -------------- |
| 2014  |                           | PS-PCF-EELV-PRG | Clermont-Ferrand | 11 756   | 30,99    | 1er      | 18 382  | 47,82   | 1er     | 41 / 55        |
| 2020  | PS-PCF-EÉLV-ND-PP-G.s-PRG | 8 616           | Clermont-Ferrand | 38,09    | 1er      | 10 254   | 48,41   | 1er     | 41 / 55 |                |

## Détail des mandats et fonctions
- 1993-1994 : Président de l'Assemblée générale des étudiants clermontois AGEC-UNEF-ID
- 1995 : Conseiller délégué à la jeunesse à la mairie de Clermont-Ferrand
- 2001-2014 : Adjoint chargé de la politique culturelle à la mairie de Clermont-Ferrand
- 2008 : Vice-président à Clermont Communauté et président de la commission Culture de l'Assemblée des Communautés de France
- 2010 : Président du Conseil d'administration de l'École supérieure d'art de Clermont-Ferrand
- 2014 : Maire de Clermont-Ferrand et président de Clermont Communauté.
- 2015 : Président du conseil de surveillance au CHU de Clermont-Ferrand.
- 2020 : Réélection en tant que maire de Clermont et président de Clermont Métropole